# Ages & Vie
Ne doit pas être confondu avec l'association Âges et Vie 94.
Ages & Vie est une société française gestionnaire de colocations pour personnes âgées.

## Services
L'entreprise se positionne comme une solution intermédiaire entre le maintien à domicile et l'entrée en maison de retraite, offrant un cadre de vie familial avec des services d'aide à domicile.
Les locataires disposent chacun d'une chambre et d'une salle de bains formant un studio de 30m². Une cuisine ainsi qu'une salle commune sont accessibles, où sont proposées les repas. Des animations visent à maintenir l'autonomie et à éviter l'isolement social. Des auxiliaires vivent sur place, afin d'être disponibles en permanence. Un niveau important de perte d’autonomie est accepté, allant jusqu'à GIR 2 sur l'échelle de la grille Aggir.
Les colocations sont généralement composées de deux bâtiments neufs et de plain-pied pouvant accueillir chacun huit résidents. Le fonctionnement en paire permet de faciliter le remplacement des auxiliaires de vie. Les personnes travaillant auprès des résidents sont salariés de la société. Les maisons sont habituellement adossées à des pôles médicaux ruraux.
L'entreprise propose une formule « all inclusive », qui couvre le logement, les repas et les services à la personne. Elle vise en 2018 à ne pas dépasser un reste à charge de 1 500 euros pour les locataires, aides d’État déduites. En 2024, les loyers serait de 1 850 euros mensuels en moyenne.
Âges et Vie démarche les élus locaux pour identifier des terrains à acquérir à prix avantageux. Les municipalités peuvent vendre des terrains à l'entreprise à un prix au rabais, pour essayer de trouver des solutions d'hébergement pour les personnes âgées sur la commune.

## Historique
L'entreprise est créée en 2006, à Besançon (Doubs). Ses fondateurs sont deux anciens membres du cabinet de Paulette Guinchard-Kunstler,, secrétaire d'État chargée des personnes âgées sous le gouvernement Jospin. En 2017, l'entreprise est rachetée par la multinationale Korian (devenue Clariane).
Après un démarrage en Bourgogne-Franche-Comté, les projets sont élargis en France. L'entreprise connaît une croissance rapide, avec l'ouverture de plusieurs dizaines de colocations chaque année. En mai 2023, les fondateurs ont quitté l'entreprise.

## Controverses
Une enquête publiée en mai 2024, parue dans la revue XXI et à travers un documentaire diffusé sur Arte, met notamment en question les pratiques commerciales et les relations de l'entreprise avec les collectivités locales. L'entreprise conteste ces accusations.
La société construit de nombreuses colocations sans obtenir les autorisations nécessaires de la part des départements, les mettant au fait accompli. Sans cet agrément, les résidents ne peuvent pas toucher l’Allocation personnalisée d’autonomie (APA), l’aide financière du département pour les services à la personne. Ainsi, des bâtiments neufs prêts à recevoir des résidents ne peuvent ouvrir leurs portes, faute d'avoir reçu l'agrément Service d’aide à domicile (Saad).
Des témoignages de familles et de salariés ont également mis en lumière des problèmes de gestion et de qualité des services. Des résidents ont signalé des manques de personnel, la formation insuffisante des recrues ou des repas de mauvaise qualité. Les pratiques de facturation de l'entreprise ont également été critiquées, lorsque des familles ont découvert des coûts supplémentaires non mentionnés initialement. Certaines politiques ont été modifiées après la diffusion du documentaire.
Enfin, Âges et vie est accusée d'effectuer un important lobbying à destination des élus locaux. L'entreprise a été soutenue par des personnalités politiques, comme la présidente de la région Bourgogne-Franche-Comté, Marie-Guite Dufay, qui a plaidé en sa faveur auprès des départements réticents. Luc Broussy, spécialiste des questions liées au vieillissement, accompagne également l'entreprise dans ses démarches auprès des départements. Ce dernier a par ailleurs rédigé un rapport interministériel dans lequel il préconise d'assouplir les conditions d'agrément.
Le président du département d'Indre-et-Loire, Jean-Gérard Paumier, alerte initialement en mars 2023 concernant une « offre qui soulève de nombreuses interrogations et risques juridiques pouvant remettre en cause la sécurité physique et le bien-être des personnes accueillies au sein de ces colocations ». Cependant, il fait ensuite évoluer sa position, en indiquant que suite aux « évolutions d’Âges et vie, la position ferme du département dans ce dossier a conduit, avec la nouvelle gouvernance de cette structure, à aller ensuite dans le sens voulu par le département dans l’intérêt des résidents ».